# Saint-Germain (Ardèche)
Saint-Germain è un comune francese di 644 abitanti situato nel dipartimento dell'Ardèche della regione dell'Alvernia-Rodano-Alpi.

## Società

### Evoluzione demografica
Abitanti censiti